# Milošovice
Milošovice (německy Miloschowitz) jsou malá vesnice, část obce Vlastějovice v okrese Kutná Hora. Nachází se asi 2,5 kilometru jihozápadně od Vlastějovic. Milošovice jsou také název katastrálního území o rozloze 1,34 km².

## Historie
První písemná zmínka o vesnici pochází z roku 1395.

## Fotogalerie

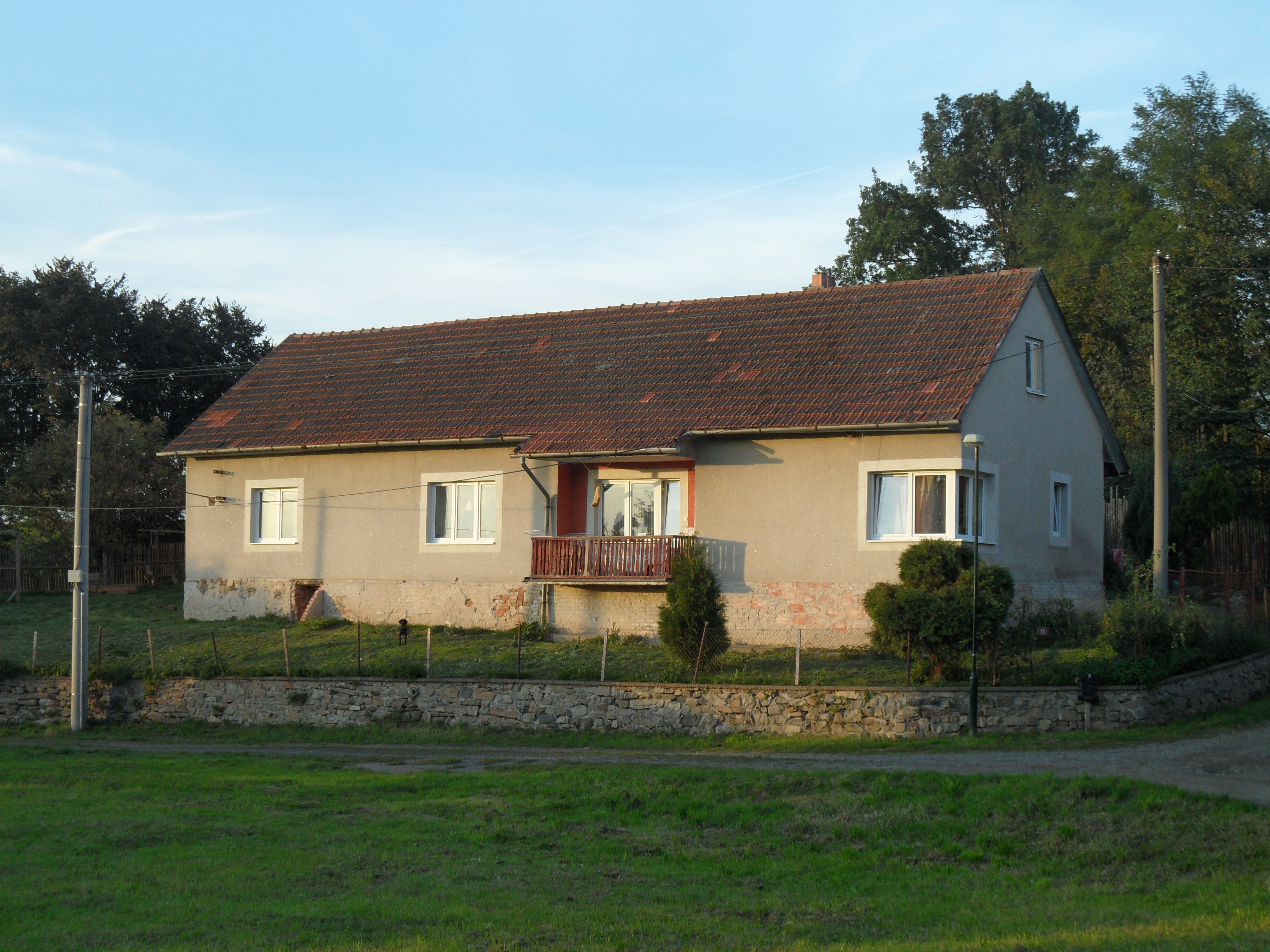
Dům
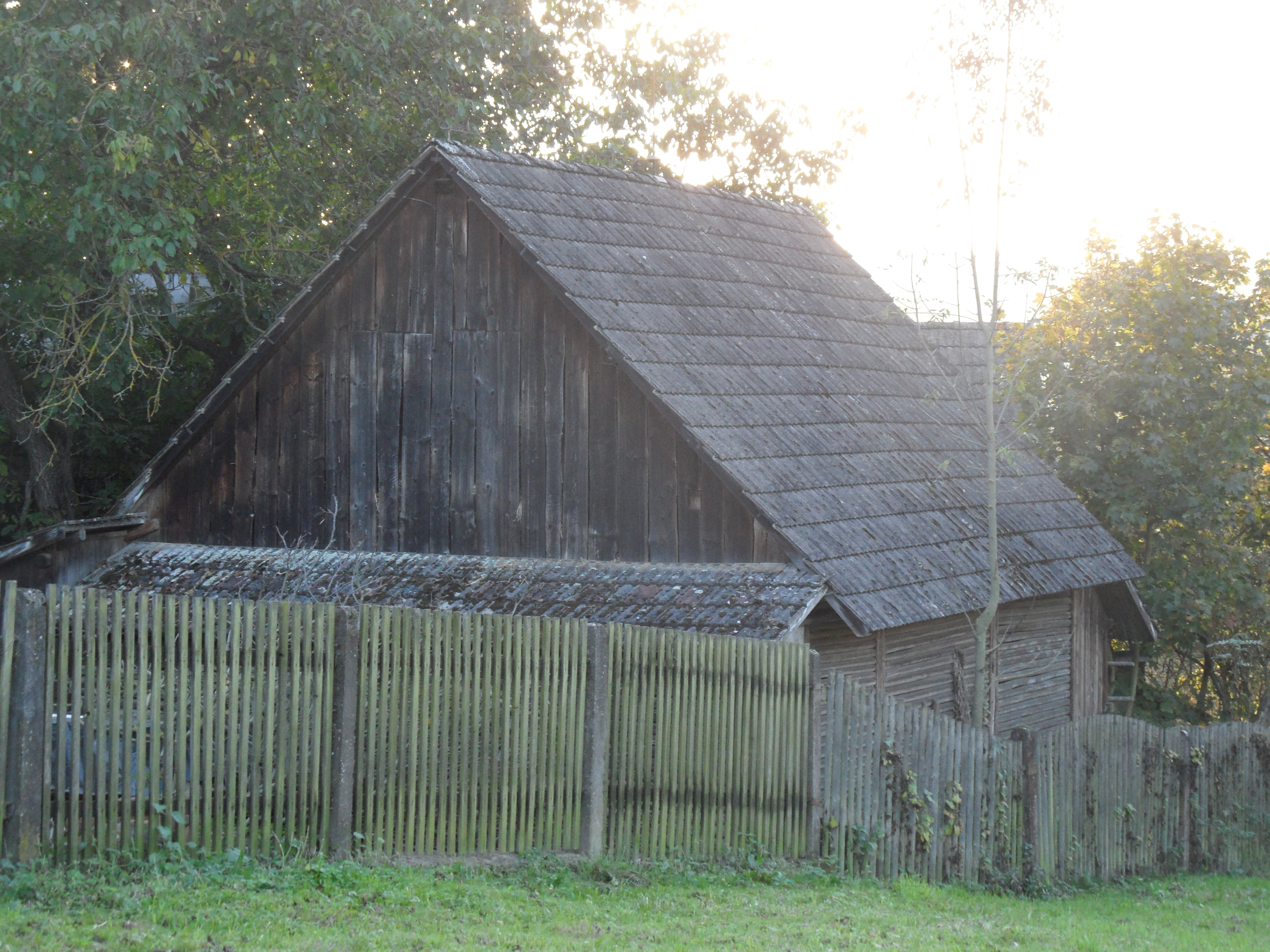
Stavení
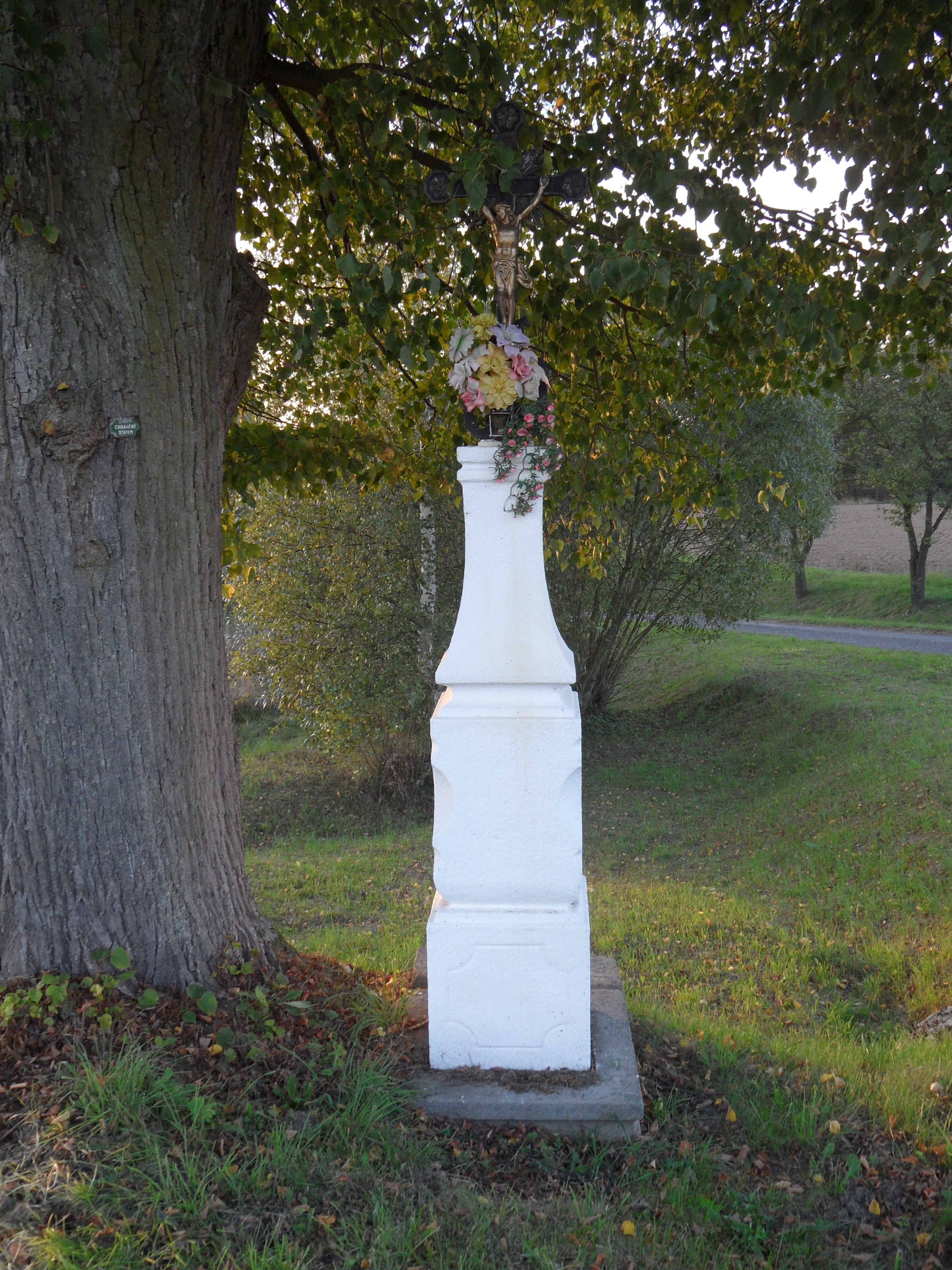
Křížek pod stromem
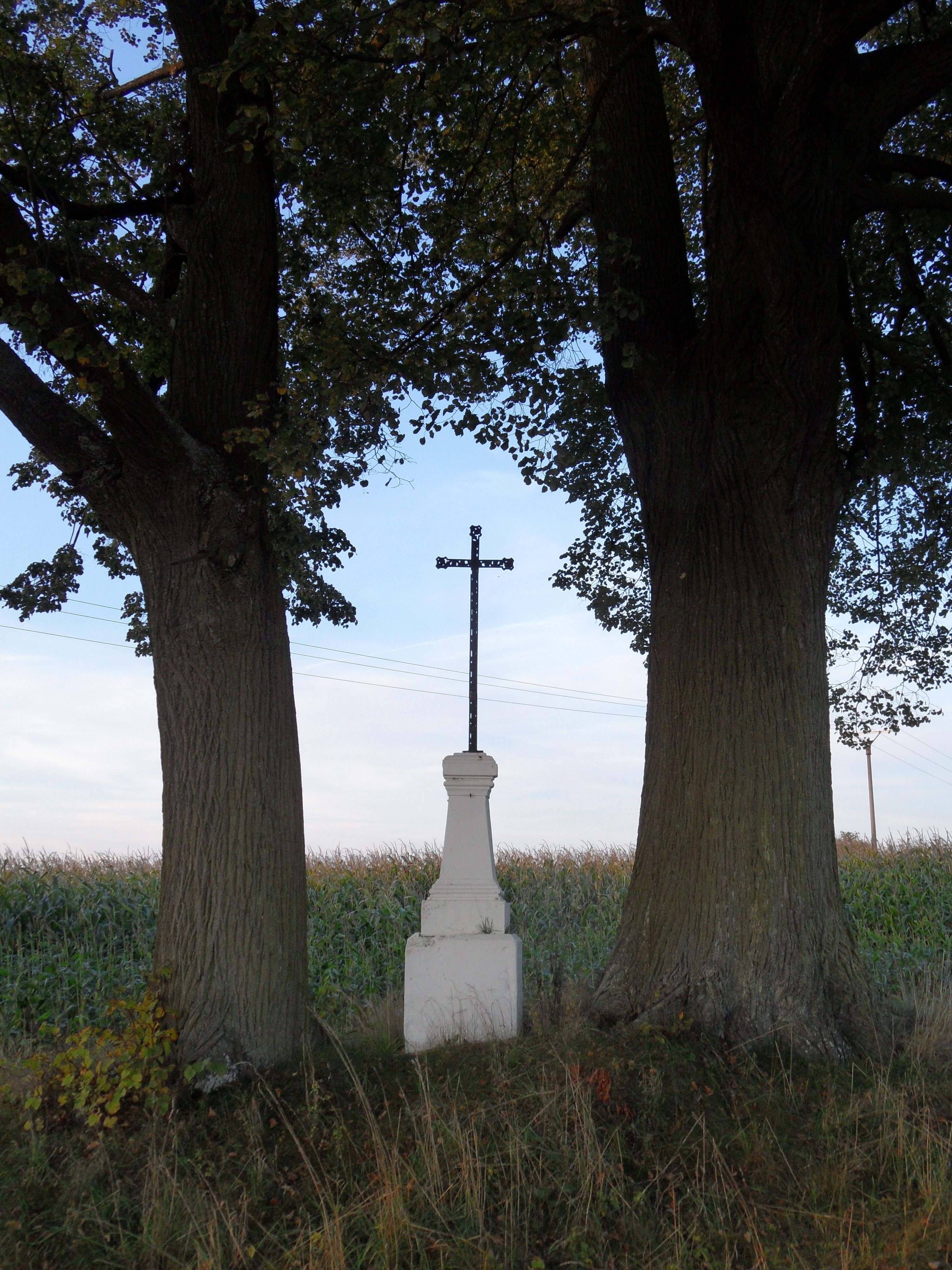
Křížek u silnice